# 聖三祝文

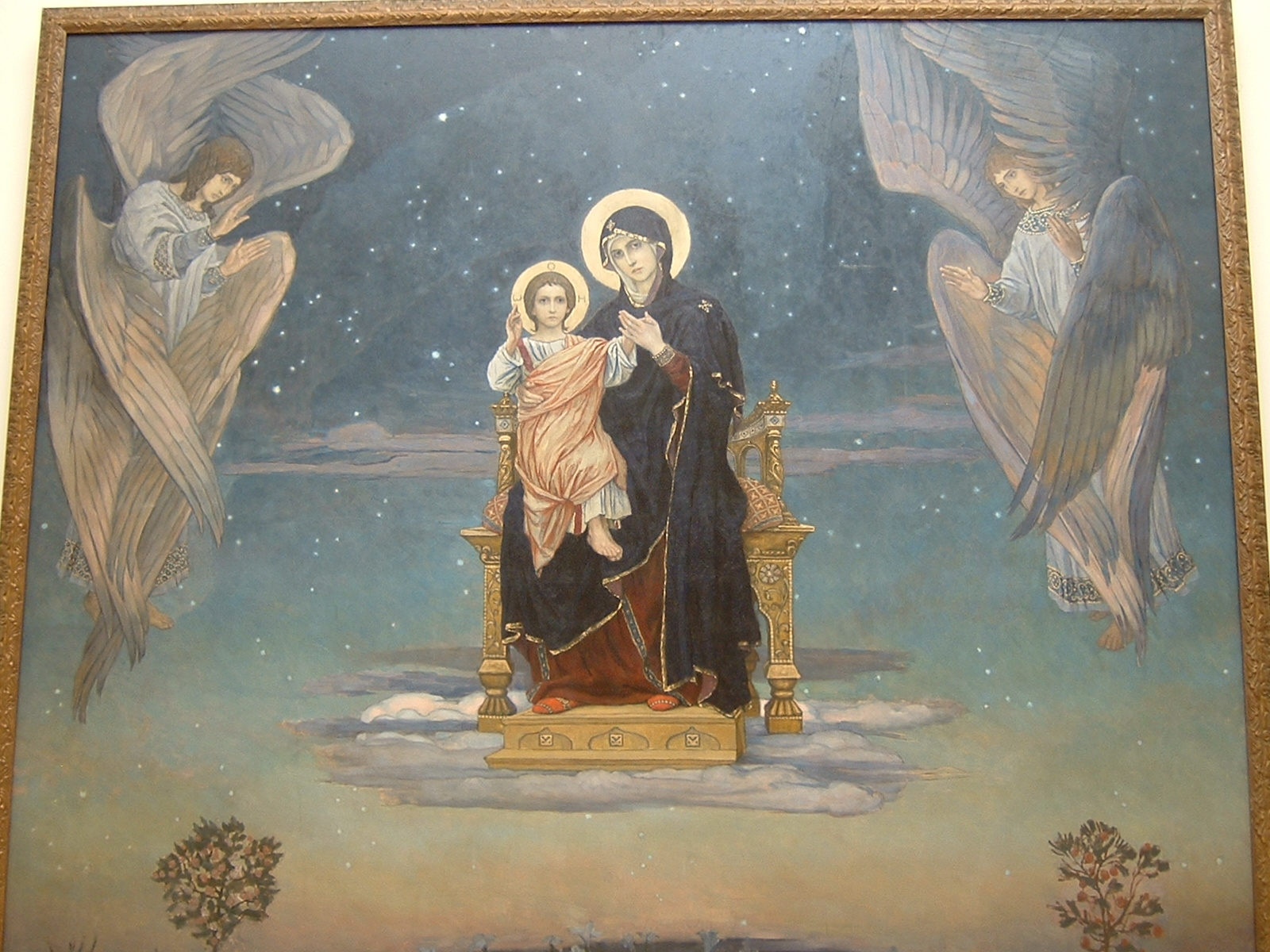
『神の母』。ハリストス・生神女・セラフィムが描かれている。（画：ヴィクトル・ヴァスネツォフ、1901年）

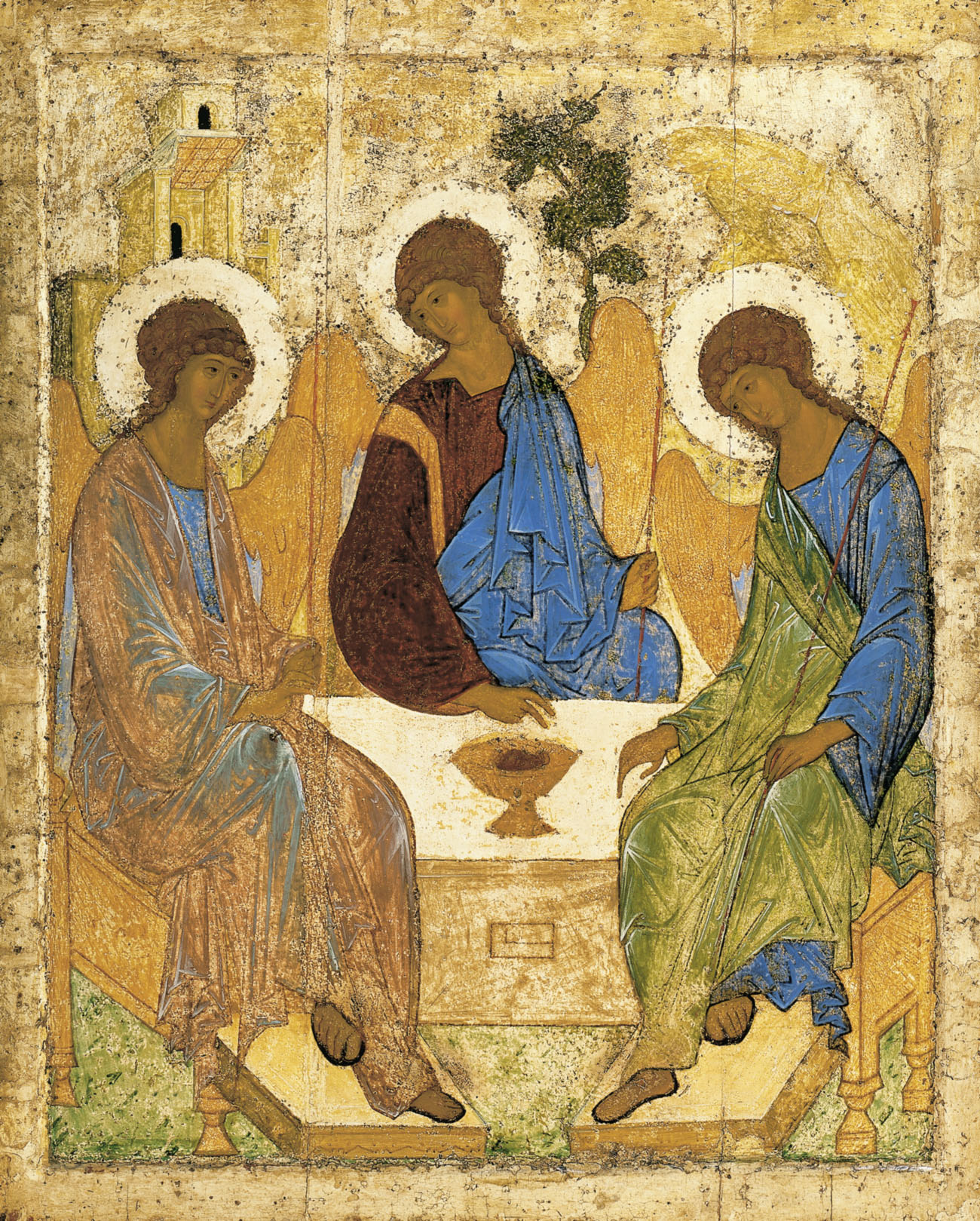
『至聖三者』（アンドレイ・ルブリョフによるイコン）

聖三祝文（せいさんしゅくぶん、ギリシア語: Τρισάγιος ύμνος トリサギオス イムノス, ロシア語: Трисвятое トリスヴャトイェ, 英語: Trisagion）とは、至聖三者に対して祈る正教会の祈祷文であり、日本正教会での訳語。「聖三の歌（せいさんのうた）」とも呼ばれる。「トリサギオン」「トリサジオン」は英語等から転写した片仮名表記であるが、日本正教会ではこの表記はほとんど用いられない。
聖体礼儀のほか、他の毎日の奉神礼においても大変頻繁に用いられる。埋葬式でも用いられる。
聖三祝文とは呼ばれないが、同種の祈祷文はカトリック教会にも存在し、聖金曜日に用いられる。ただし使用頻度は正教会に比べると圧倒的に少ない。また、非カルケドン派のコプト正教会でも使用される。

## セラフィムの歌
聖三祝文はイザヤ書（イサイヤの預言書）6章3節で、六翼（りくよく）の天使セラフィムが歌う言葉が原型になっているとされる。「勇毅（ゆうき…力強いの意）」「常生（じょうせい…常に生きるの意）」といった神の属性が聖書で示されている言葉と「我等を憐れめよ」の言葉とが加えられ構成されている。
この歌は聖体礼儀中のアナフォラと呼ばれる聖変化の場面でも歌われる。西方教会のサンクトゥスに相当する。
この歌が歌われている場面に描かれているセラフィムの姿が、輔祭が着用するオラリの形状に反映されているとされる。

## 正教会
正教会においては聖体礼儀や時課といった公祈祷、および私祈祷において、極めて頻繁に用いられる。

### 起源・伝承
イサイヤの預言書（イザヤ書）6章3節が原型になっている他、以下のような伝承が伝わっている。
聖プロクル(en)がコンスタンディヌーポリ総主教であった時代に、大地震が起きた。戦慄した人々は、総主教プロクルと共に災害からの救いを願い、十字行を行い祈っていた。この時、一人の少年が天に挙げられた。人々が驚き恐れる中、地上に降りて戻って来た少年は、天では天使達が「聖なる神、聖なる勇毅（ゆうき）、聖なる常生（じょうせい）の者や」と歌って、主・神を讃美していたと語った。全民衆はこれに「我等を憐れめよ」の句を付けて祈った。すると地震はやんだという。この時からこの祈祷文が用いられるようになったという。

### 歌われる場・誦読される場
正教会における時課・私祈祷の始まりは「天の王」「聖三祝文」「至聖三者（への祈り）」「天主経」によって開始される。
復活祭期（復活大祭後40日間）にはパスハの讃詞が「天の王」に代わって用いられるが、聖三祝文は年間を通じて用いられない事は無い。
以下の場面で用いられる。
- 時課の始まり
- （晩課・早課を含む）時課の最中
- 聖体礼儀の、使徒経・福音経の読まれる直前
- パニヒダ
- 埋葬式の最中、および出棺時

その他殆どの公祈祷で読まれるか歌われる。
特に埋葬式においては、出棺時に歌われる。墓地が埋葬式を行う聖堂から遠く離れておらず、かつ土葬する場合には、墓地まで棺を伴って行進しつつ、先導する詠隊（聖歌隊）が聖三祝文を歌う。この際の聖三祝文は作曲されたものなどを用いず、伝統的な旋律と和声で歌われる。
但しこれは土葬の習慣のある東欧の場合であって、日本では異なっている。日本正教会では聖堂から出棺を行い、火葬場に向う霊柩車に棺をのせるまでの間のみ、聖三祝文を歌う事が一般的である。

### 日本語祈祷文
日本語祈祷文には二種類の翻訳が伝えられている。いずれの訳文も意義は同じであり、ただ奉神礼で歌われる際の譜面が異なるのみである。
- 聖なる神、聖なる勇毅（ゆうき）[6]、聖なる常生（じょうせい）の者や、我等を憐れめよ。
  - 聖体礼儀・時課・パニヒダなどの公祈祷、私祈祷において、最も頻繁に用いられる訳文。

- 聖天主（せいてんしゅ）、聖勇毅（せいゆうき）、聖常生（せいじょうせい）なる主、我等を憐れめよ。
  - 埋葬式や十字架挙栄祭などにおいて用いられる訳文。

### 各国語祈祷文
- ギリシア語: Ἅγιος ὁ Θεός, Ἅγιος ἰσχυρός, Ἅγιος ἀθάνατος, ἐλέησον ἡμᾶς.
- 教会スラヴ語: Святы́й Бо́же, Святы́й крепкий, Святы́й безсмертный, помилуй нас.
- 英語: Holy God, Holy and Mighty, Holy Immortal one, have mercy on us.
- 韓国語: 거룩하신 하느님이시여, 거룩하고 전능하신 이여, 거룩하고 영원하신 이여, 우리를 불쌍히 여기소서.

### 音楽・作曲
聖三祝文は誦経されるほか、様々な旋律・和声で歌われる。他の正教会聖歌と同様、ビザンティン聖歌、グルジア多声聖歌、ズナメニ聖歌、ヴァラーム聖歌（ヴァラーム修道院等に伝えられる聖歌）、バルカン半島の伝統聖歌などの伝統的聖歌体系によるものの他、近現代の作曲家が作曲した歌も数多くある。
主教が司祷する聖体礼儀に用いられる事の多い曲や、埋葬式において用いられる事の多い曲など、場面ごとに用いられる事が多い曲パターンも存在する。
聖三祝文は単体で作曲される事よりも、聖体礼儀の部分などとして作曲される事が多い。従って、以下の2曲にも当然に聖三祝文が含まれる。
- 聖金口イオアン聖体礼儀 (チャイコフスキー)
- 聖金口イオアン聖体礼儀 (ラフマニノフ)

また、セルビアのステヴァン・フリスティッチが作曲したパニヒダの冒頭にも、聖三祝文が含まれて居る。

## カトリック教会
カトリック教会では聖金曜日において、ギリシャ語とラテン語で2つの聖歌隊が歌い交わす。
ギリシャ語（第一）聖歌隊：Agios o Theos.（聖なる天主よ）
ラテン語（第二）聖歌隊：Sanctus Deus.（聖なる天主よ）
ギリシャ語（第一）聖歌隊：Agios ischyros.（聖にして強き者よ）
ラテン語（第二）聖歌隊：Sanctus fortis.（聖にして強き者よ）
ギリシャ語（第一）聖歌隊：Agios athanatos, eleison imas.（聖にして不死なる者よ、我等を憐み給え）
ラテン語（第二）聖歌隊：Sanctus immortalis, miserere nobis.（聖にして不死なる者よ、我等を憐み給え）